# Gruyères (Friburg)
Gruyères és un municipi suís del cantó de Friburg, situat al districte de la Gruyère. El poble és famós per la producció de formatge Gruyère, protegit amb una AOC.

## Geografia
Gruyères està situat al centre dels pre-alps friburguesos, i el travessa el riu Sarine. La comuna dona el nom al llac de la Gruyère. Limita al nord amb els municipis de Bulle i Le Pâquier, al nord-est amb Broc, a l'est amb Charmey, al sud amb Bas-Intyamon i Haut-Intyamon, i l'oest amb Semsales, Vaulruz i Vuadens.

## Història

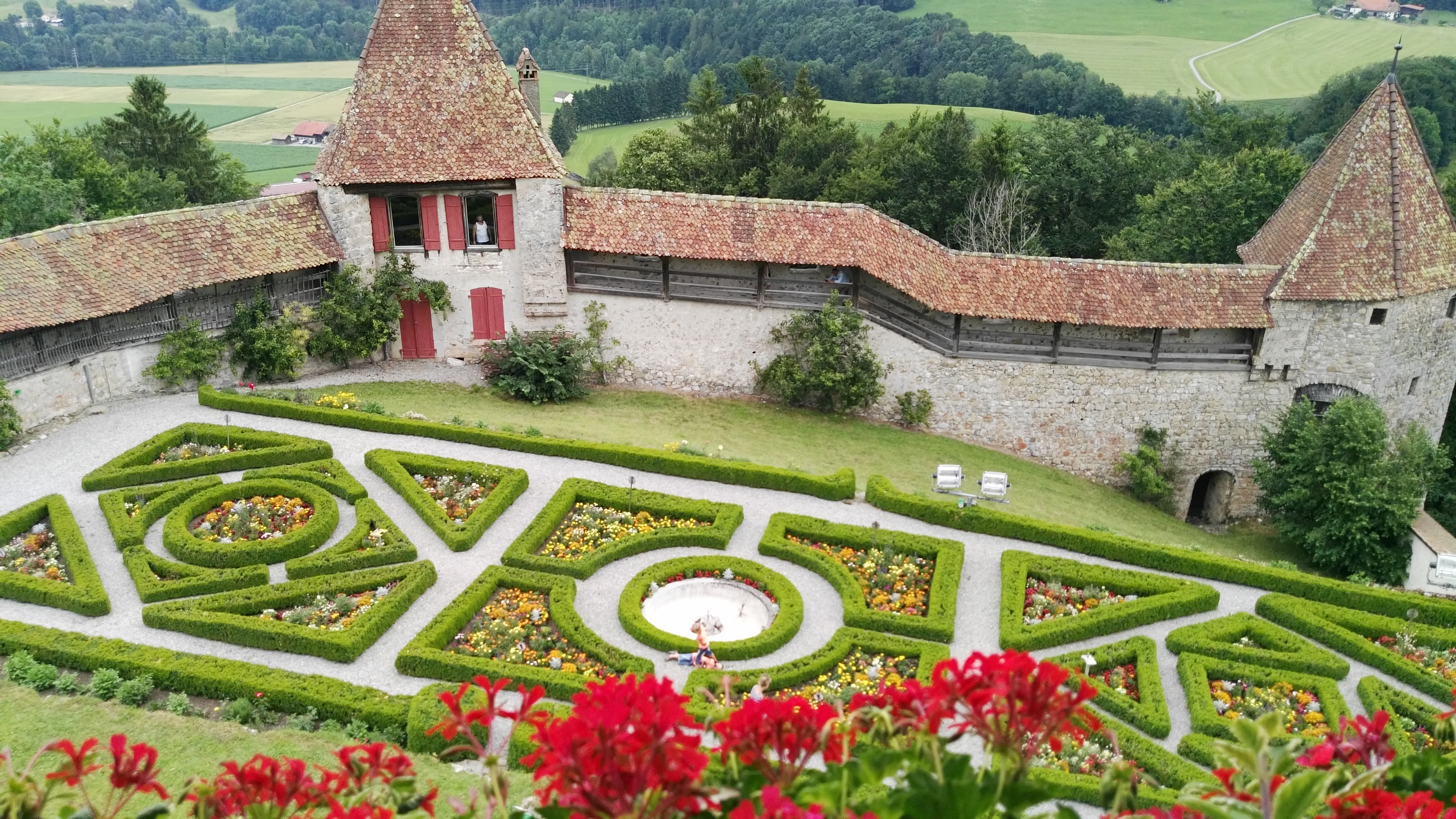

El castell de Gruyères és un dels més imponents de Suïssa, presideix majestuosament la ciutat medieval. Durant els segles segle xi i segle xvi hi van residir dinou comtes. L'últim comte, Miquel, va declarar-se en fallida el 1554. Els creditors de les ciutats de Friburg i Berna es van repartir les seves terres.
El castell de Gruyères va esdevenir seu dels regidors de Friburg (1555-1798), dels prefectes (1804-1815) i, finalment, dels caps de districte, que van residir aquí fins a 1848. Ja a la venda, va passar a ser propietat de la família Bovy i, més tard, de la família Balland, que el van utilitzar com a residència estiuenca i, juntament amb els seus amics artistes, el van restaurar. En 1938, l'Estat de Friburg va adquirir el castell per fundar-hi un museu. Des de 1993, una fundació s'encarrega de la gerència del lloc i s'ocupa de la conservació i de la posada en valor dels edificis i de la col·lecció.
La visita al castell ofereix un passeig a través de vuit segles d'arquitectura, d'història i de cultura. La planta arquitectònica es remunta a finals del segle xiii i reprodueix un sistema arquitectònic molt estès, anomenat "quadrat de Savoia". El final de segle xv marcarà una etapa gloriosa. El 1476, el comte Louis (1475-1492) participa en la Guerra de Borgonya en el bàndol dels Confederats. Després d'aquest fet històric, es duran a terme treballs de modernització: instal·lació de l'esplanada amb la seva capella, l'escala de caragol de pati interior i la transformació del cos de l'edifici. El castell perd així el seu aspecte de fortalesa i es converteix en una residència senyorial. Als segles segle xvii i segle xviii, els corregidors de Friburg disposen interiors barrocs. A partir de 1850, J.-B. Camille Corot, Barthélemy Menn i altres reconeguts artistes pinten paisatges d'inspiració romàntica, així com escenes historicistes. Obres d'art fantàstic, exposicions temporals i animacions marquen el pas cap al segle segle xxi.

## Gastronomia
El formatge de Gruyères és el producte estrella del territori. Al poble hi ha diversos llocs on es pot adquirir i degustar Le Gruyère protegit per una AOC. També s'hi troben altres tipus de formatge com el Vacherin fribourgeois, també amb la denominació AOC.

## Llocs externs
- LA MAISON DU GRUYÈRE
- FORMATGES DE SUÏSSA
- Lloc web de Gruyères